# Косенко Юрій Хрисанфович
Ю́рій Хриса́нфович Косе́нко (1922 — 17 травня 1944) — радянський військовий льотчик-бомбардувальник часів Другої світової війни, гвардії старший лейтенант. Герой Радянського Союзу (1944).

## Життєпис
Народився в селищі Чистякове, нині — місто Донецької області, в родині робітника. Українець. Згодом родина переїхала до міста Шахти (Ростовська область, РФ), де закінчив середню школу № 1.
У РСЧФ (Робітничо-селянський червоний флот) з 1940 року. У 1942 році закінчив Єйське військово-морське авіаційне училище, сержант. На фронтах німецько-радянської війни від листопада 1942 року.
Був пілотом 1-ї ескадрильї, командиром ланки, заступником командира ескадрильї 73-го (з 22.01.1944 — 12-го гвардійського) бомбардувального авіаційного полку 8-ї авіаційної бригади ВПС Балтійського флоту.
До середини травня 1944 року на літакові Пе-2 здійснив 76 бойових вильотів на розвідку та штурмування живої сили і бойової техніки супротивника.
Під час нанесення бомбового удару по ворожим кораблям військово-морській базі Хаміна (Кюменлааксо, Фінляндія) був збитий винищувальною авіацією супротивника.
Похований на цивільному кладовищі села Шепелєво Ломоносовського району Ленінградської області.

## Нагороди
Указом Президії Верховної Ради СРСР від 31 травня 1944 року «за зразкове виконання бойових завдань командування на фронті боротьби з німецькими загарбниками та виявлені при цьому відвагу і героїзм», гвардії лейтенантові Косенку Юрію Хрисанфовичу присвоєне звання Героя Радянського Союзу (посмертно).
Також нагороджений орденом Леніна (31.05.1944), двома орденами Червоного Прапора (22.05.1943, 19.09.1943) і медаллю «За оборону Ленінграда» (23.06.1943).